# Финал на Световното първенство по футбол 1938
Финалът на Световно първенство по футбол 1938 се е провел на стадион Коломб, Париж, Франция. Италия печели Световната купа срещу Унгария с резултат 4:2 и повтаря успехът си от предишния Световен шампионат по футбол.

## Финал
| 19 юни 1938 г. 17:00 |

| Италия                                                               | 4 – 2    | Унгария                        |
| -------------------------------------------------------------------- | -------- | ------------------------------ |
| Джино Колауси 6' Силвио Пиола 16' Джино Колауси 35' Силвио Пиола 82' | (Доклад) | Пал Титкош 8' Дьорд Шароши 70' |

| Коломб Париж 45 000 зрители Съдия: Жорж Капдевил Помощници: Ханс Вутрих Августин Крис |

### Състави
Италия:
Алдо Оливиери, Микеле Андреоло, Силвио Пиола, Джузепе Меаца, Пиетро Серантони, Алфредо Фони, Амедео Биавати, Уго Локатели, Джовани Ферари, Джино Колауси, Пиетро Рава, Гуидо Мазети, Карло Черезоли, Серджо Бертони, Пиетро Пазинати, Ералдо Монцельо, Алдо Донати, Пиетро Ферарис, Марио Перацоло, Марио Джента, Ренато Олми, Бруно Кицо.
Треньор: Виторио Поцо (Италия).
Унгария:
Антал Сабо, Дьорд Шош, Гюла Женгелер, Ференц Сюч, Антал Салай, Гюла Полгар, Пал Титкош, Дьорд Шароши, Шандор Биро, Йеньо Винце, Гюла Лазар, Йозеф Палинкас, Йозеф Хада, Янош Дудас, Вилмош Кохут, Йозеф Турай, Ласло Сех, Михали Биро, Ищван Балог, Лайош Корани, Геза Толди, Бела Шароши.
Треньор: Алфред Шафер (Унгария).
| Световно първенсто по футбол 1938 Победител |
| ------------------------------------------- |
| Италия                                      |
| Италия Втора титла                          |